# Adrian Goiginger
Adrian Goiginger, né le 22 février 1991 à Salzbourg (Autriche), est un cinéaste autrichien.
Son long métrage La Meilleure du monde (de) a reçu le prix Kompass-Perspektive à la Berlinale 2017.

## Biographie
À partir de 2013, il étudie la réalisation scénique à l'Académie du cinéma du Bade-Wurtemberg. Avec ses courts métrages Klang der Stille et Milliardenmarsch, il a été invité à de nombreux festivals à travers le monde et a reçu plusieurs prix. Son premier long métrage La Meilleure du monde (de) a été présenté à la Berlinale 2017 dans le cadre de la série « Perspective German Cinema » et a reçu le prix Compass Perspective du meilleur film de la série. Au festival Diagonale et au Festival du film de Mecklembourg-Poméranie-Occidentale en 2017, le film remporte le prix du public et Goiginger reçoit le prix du réalisateur NDR. Depuis octobre 2018, Goiginger travaille également comme professeur à l'Académie Athanor de Passau.
Dans ses films, Goiginger traite des thèmes de la nature, des montagnes, de la perte, de l'enfance difficile et de la toxicomanie.

## Filmographie partielle

### Comme réalisateur

#### Au cinéma
- 2010 : Unforgettable (de)

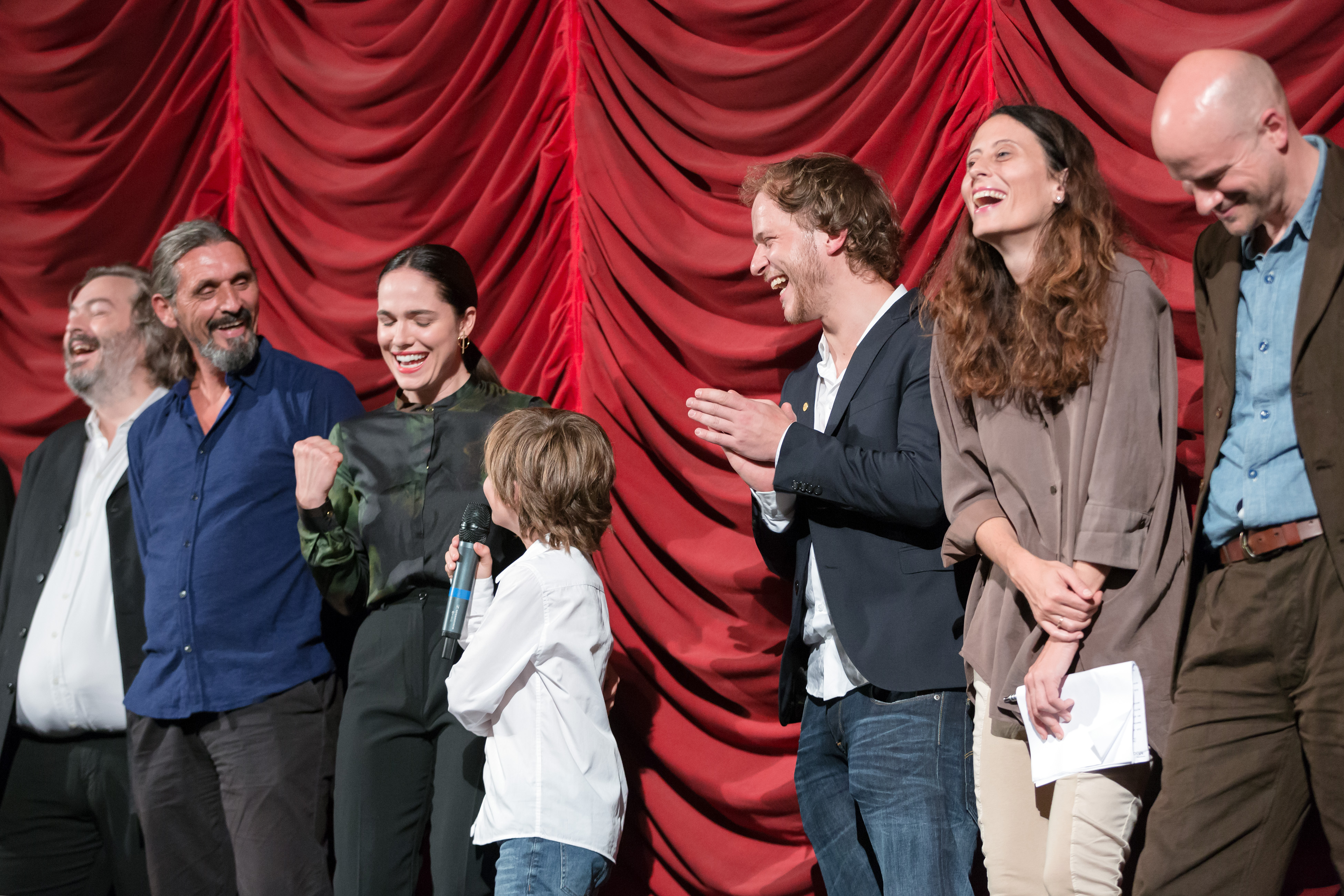
Adrian Goiginger à la première viennoise de ' (2017).
De gauche à droite : Wolfgang Ritzberger, Günter Goiginger, Verena Altenberger, Jeremy Miliker, Adrian Goiginger et Tiziana Aricò.

- 2017 : La Meilleure du monde (de) (Die beste aller Welten, également scénariste)
- 2022 : Une vie à part (de) (Märzengrund également scénariste)
- 2022 : Le Renard et le Soldat (également scénariste)
- 2023 : Rickerl – Musik is höchstens a Hobby (de) (également scénariste)

## Prix (sélection)
- Pour La Meilleure du monde (de) (Die beste aller Welten) : 
  - Festival international du film de Berlin 2017 – Prix Kompass-Perspektive[5]
  - Diagonale 2017 – Prix du Public[6]
  - Festival d'art cinématographique de Mecklenburg-Vorpommern 2017 – Prix du public, Prix du réalisateur NDR[2]
  - 13e Ahrenshoop Film Nights (2017) – « Meilleur film » et prix du public[7]
  - Festival du film local de Freistadt 2017 – Prix du jury des jeunes[8]
  - Premiers pas 2017 – Meilleur long métrage[9]
  - Deutsche Film- und Medienbewertung (FBW) – note « particulièrement précieuse »[10]
  - Prix du réalisateur allemand Metropolis 2017 – Meilleur premier film/jeune talent[11]
  - Prix du cinéma bavarois 2017 – Prix des jeunes réalisateurs[12]
  - Prix du cinéma autrichien 2018 – Nominations dans neuf catégories, prix dans cinq catégories, dont meilleur long métrage, meilleur réalisateur et meilleur scénario[13],[14]
- Pour Rickerl – Musik is höchstens a Hobby : 
  - Prix du cinéma autrichien 2024 – Prix dans les catégories Meilleur réalisateur et Meilleur scénario[15]

En 2024, il est reçu comme membre à part entière de l'Académie bavaroise des beaux-arts, département des arts du cinéma et des médias.